# Ermita de la Virgen del Campo
La ermita de la Virgen del Campo es una ermita situada en el municipio español de Villafranca del Campo, en la provincia de Teruel (Aragón). Se encuentra al lado del Camino Real del pueblo. 

## Historia
Muchos autores la vinculan al despoblado del medievo, la Torre Invidia, abandonada desde 1182. Tal vez por ese motivo, tradicionalmente se le llamaba la Virgen de la Torre.
P. Faci describió la ermita en su inventario de Vírgenes Marianas como romanista, dorada de 1544 y policromada. En su imaginería destacan santos como San Roque y San Miguel y santas como Santa Ana y Santa Rufina. En el siglo XVII se reconstruye, terminándose en 1694 y transformada profundamente en la segunda mitad del siglo XVIII.

## Descripción
Construida en mampostería. El pórtico de la entrada está levantado sobre pilares. La puerta tiene forma de arco de medio punto. 
En su interior presenta una planta de salón de cinco tramos y ábside semicircular, los cuales están cubiertos con bóvedas de medio cañón con lunetos, a excepción del presbiterio, que está cubierto con una cúpula vaída sobre pechinas y presenta muros esgrafiados. En lo alto, a los pies de la ermita, está el coro. El edificio de construcción barroca, presenta decoraciones de esgrafiados. Los contrafuertes exteriores presentan una gran altura.